# Noli
För andra betydelser, se Noli (olika betydelser).
Noli, på liguriska Nöi, är en italiensk kommun i provinsen Savona belägen vid Genuabukten i Ligurien. Kommunen hade 2 632 invånare (2018).
Noli är medlem av I borghi più belli d'Italia ("De vackraste byarna i Italien").